# General Elektriks
General Elektriks è il progetto musicale del tastierista, compositore, cantante e produttore francese Hervé Salters.

## Storia
Hervé Salters è stato un tastierista per la propria band e per altri gruppi parigini (Femi Kuti, -M-, Vercoquin, DJ Mehdi, etc.) prima di trasferirsi a San Francisco nel 1999. Coinvolse Lateef the Truthspeaker e Chief Xcel per alcune tracce e da questa esperienza nacque il primo album dei General Elektriks, Cliquety Kliqk. 

## Discografia
- 2003 : Cliquety Kliqk
- 2009 : Good City for Dreamers
- 2011 : Parker Street
- 2016 : To Be a Stranger
- 2016 : Punk Funk City (Live)
- 2018 : Carry No Ghosts

## Video clip
- 2003 : Facing The Void
- 2009 : Raid the Radio
- 2011 : Summer is Here